# Sensacje XX wieku (audycja radiowa)
Sensacje XX wieku – cykl audycji radiowych emitowany na antenie Radia ZET w latach 2001–2002, będących radiową wersją telewizyjnego programu o tym samym tytule, którego pomysłodawcą oraz twórcą był Bogusław Wołoszański.
Podobnie jak w programach telewizyjnych przedstawione wydarzenia oparte są na faktach i dokumentach historycznych. Postaciom historycznym swoich głosów użyczyli znani aktorzy, np. Magdalena Zawadzka, Małgorzata Kożuchowska, Małgorzata Foremniak, Danuta Stenka, Jan Peszek, Jan Machulski, Marek Perepeczko, Krzysztof Kowalewski, Witold Pyrkosz, Wojciech Malajkat, Krzysztof Globisz, Adam Ferency, Radosław Pazura, Marek Kondrat, Olaf Lubaszenko, Piotr Fronczewski, Jerzy Kamas, Wiktor Zborowski, Marian Opania i Marcin Troński. W czołówce programu, tak samo jak w wersji telewizyjnej, jako podkład muzyczny wykorzystano kompozycję Josepha Irvinga States Evidence. Pierwszą audycję z cyklu wyemitowano 17 lutego 2001 o godz. 16:00. Łącznie powstały 63 audycje.

## Audycje
| Tytuł                                      | Tematyka |
| ------------------------------------------ | --- |
| Akcja Cicero                               | Elyas Bazna |
| Bitwa o rakiety                            | Badania rakietowe i prace nad stworzeniem nowoczesnej i najskuteczniejszej broni                                               |
| Broń XXI wieku                             | Historia gazów bojowych |
| Nikita Chruszczow                          | Nikita Chruszczow |
| Cicha śmierć                               | Broń bakteriologiczna |
| Czas bezprawia                             | Przejęcie Ludowego Komisariatu Spraw Wewnętrznych (NKWD) przez Ławrientija Berię                                               |
| Darlan                                     | Kulisy śmierci admirała François Darlana                                                                                       |
| Duch ze Scapa Flow                         | Prawda o tragedii w brytyjskiej bazie marynarki wojennej w Scapa Flow                                                          |
| Erwin Rommel                               | Erwin Rommel |
| Grupa Jaszy                                | Grupa Jaszy |
| Himmler                                    | Heinrich Himmler |
| Incydent w Venlo                           | Incydent w Venlo |
| Inwazja na Afganistan                      | Radziecka interwencja w Afganistanie                                                                                           |
| Jagoda                                     | Gienrich Jagoda |
| Jak zabić Kadafiego?                       | Amerykański nalot na Libię w 1986 roku                                                                                         |
| Kondor (część 1)                           | Historia o tym, jak brytyjski wywiad przesądził o zwycięstwie w Afryce Północnej                                               |
| Kondor (część 2)                           | Historia o tym, jak brytyjski wywiad przesądził o zwycięstwie w Afryce Północnej                                               |
| Krwawy Karzeł                              | Nikołaj Jeżow |
| Kryzys (część 1)                           | Kryzys kubański |
| Kryzys (część 2)                           | Kryzys kubański |
| Los bohatera                               | Historia marszałka Związku Radzieckiego Gieorgija Żukowa                                                                       |
| Marszałek Tuchaczewski (część 1)           | Michaił Tuchaczewski |
| Marszałek Tuchaczewski (część 2)           | Michaił Tuchaczewski |
| Mata Hari                                  | Mata Hari |
| Mayaguez                                   | Atak Czerwonych Khmerów na amerykański statek (kontenerowiec SS „Mayaguez”) i szaleńcza akcja uwolnienia marynarzy w 1975 roku |
| Najcenniejszy świadek zbrodni              | Historia Aleksandra Orłowa |
| Największy wróg Hitlera (część 1)          | Wilhelm Canaris |
| Największy wróg Hitlera (część 2)          | Wilhelm Canaris |
| Największy wróg Hitlera (część 3)          | Wilhelm Canaris |
| Największy wróg Hitlera (część 4)          | Wilhelm Canaris |
| Noc na pustyni                             | Atak irańskich studentów na ambasadę Stanów Zjednoczonych w Teheranie                                                          |
| Operacja RJaN                              | Operacja RJaN |
| Pearl Harbor                               | Atak na Pearl Harbor |
| Podziemna wojna                            | Tunel Củ Chi |
| Polski łącznik (część 1)                   | Historia Haliny Szymańskiej i majora Romana Czerniawskiego                                                                     |
| Polski łącznik (część 2)                   | Działalność Romana Czerniawskiego                                                                                              |
| Porwanie Achille Lauro                     | Porwanie MS Achille Lauro |
| Przeklęte okręty                           | Zatonięcie RMS Titanic |
| Pueblo                                     | Amerykański okręt szpiegowski USS Pueblo (AGER-2) przechwycony przez północnokoreańskie kutry ujawnił największe tajemnice     |
| Skarby Hermanna Göringa                    | Hermann Göring – kolekcjoner sztuki w Carinhall                                                                                |
| Skarby wojny                               | Historia o tym, jak wojna wzbogaciła najwyższych oficerów                                                                      |
| Skorzeny (część 1)                         | Otto Skorzeny |
| Skorzeny (część 2)                         | Otto Skorzeny |
| Słowo i pancerz                            | Historia zatopienia krążownika ciężkiego „Admiral Graf Spee”                                                                   |
| Son Tay                                    | Nieudana akcja amerykańskich komandosów w Son Tay w Wietnamie w 1970 roku                                                      |
| Sprawa szpiega Guzenki                     | Igor Guzenko |
| Stalin – droga do władzy                   | Dojście Józefa Stalina do władzy                                                                                               |
| Szpieg w rodzinie                          | Historia księżniczki Jacqueline de Broglie, krewnej Winstona Churchilla                                                        |
| Tajemnica Dallas                           | Zamach na Johna Fitzgeralda Kennedy’ego                                                                                        |
| Tajemnica Rudolfa Hessa                    | Historia śmierci Rudolfa Heßa                                                                                                  |
| Tajemnica lotu Rudolfa Hessa               | Historia lotu Rudolfa Heßa do Szkocji                                                                                          |
| Tajemnica śmierci Adolfa Hitlera (część 1) | Śmierć Adolfa Hitlera |
| Tajemnica śmierci Adolfa Hitlera (część 2) | Śmierć Adolfa Hitlera |
| Tajne rokowania                            | Nieznane rokowania radziecko-niemieckie z 1941 roku                                                                            |
| Telegram Zimmermana                        | Historia brytyjskiego zespołu kryptologów                                                                                      |
| Terroryści XX wieku                        | Najgłośniejsze akty terroryzmu                                                                                                 |
| Wielkie polowanie                          | Walka o poznanie tajemnic nowej broni                                                                                          |
| Władcy ognia (część 1)                     | Historia broni XXI wieku – rakiet balistycznych                                                                                |
| Władcy ognia (część 2)                     | Historia broni XXI wieku – rakiet balistycznych                                                                                |
| Władcy ognia (część 3)                     | Historia broni XXI wieku – rakiet balistycznych                                                                                |
| Wstydliwa sprawa                           | Historia króla Edwarda VIII Windsora                                                                                           |
| Zamach na Stalina                          | Nieudana próba zamachu na Józefa Stalina                                                                                       |
| Zdalny zabójca                             | Tajemnica zabójstwa senatora Roberta Francisa Kennedy’ego                                                                      |